# Cyrtandra laxiflora
Cyrtandra laxiflora är en tvåhjärtbladig växtart som beskrevs av Horace Mann. Cyrtandra laxiflora ingår i släktet Cyrtandra och familjen Gesneriaceae. Inga underarter finns listade i Catalogue of Life.